# Bullimus bagobus
Bullimus bagobus е вид гризач от семейство Мишкови (Muridae). Видът не е застрашен от изчезване.

## Разпространение
Разпространен е във Филипини.

## Описание
На дължина достигат до 29 cm, а теглото им е около 395,4 g.
Популацията на вида е стабилна.